# Milivoj Gluhak
Milivoj Gluhak, hrvaški general, * 30. januar 1921, † ?.

## Življenjepis
Leta 1943 se je pridružil NOVJ in KPJ; med vojno je bil politični komisar več enot.
Po vojni je zaključil VVA JLA in se povzel do mesta načelnika Uprave inženirstva Generalštaba JLA.